# Denis Avril
Pour les articles homonymes, voir Avril (homonymie).

a Compétitions nationales et continentales officielles uniquement.

b Matchs officiels uniquement.
Dernière mise à jour le 8 mai 2013.
Denis Avril (né le 31 octobre 1972 à Thouars, dans les Deux-Sèvres) est un joueur français de rugby à XV qui évolue au poste de pilier. Il est entraineur des avants de l'Aviron bayonnais de janvier 2012 à juin 2013.

## Biographie
Denis Avril a été formé à l'UST Thouars rugby. Il a fait ses études au lycée Jean-Moulin à Thouars comme tourneur fraiseur.
Denis Avril a joué en équipe de France et a évolué pendant 12 ans au poste de pilier (1,77 m pour 110 kg) au Biarritz olympique. Club avec lequel il gagne 3 titres de Champion de France.
Il se blesse sérieusement en décembre 2005 (arrachement des ligaments croisés antérieurs du genou droit), et ne peut disputer la finale de la Coupe d'Europe contre le Munster mais surtout ne peut participer à la victoire du Biarritz olympique en finale du Top 14 en juin 2006 contre Toulouse.
En novembre 2009, il est invité avec les Barbarians français pour jouer un match contre un XV de l'Europe FIRA-AER au Stade Roi Baudouin à Bruxelles. Ce match est organisé à l'occasion du 75e anniversaire de la FIRA – Association européenne de rugby. Les Baa-Baas l'emportent 26 à 39.
Alors que l'Aviron bayonnais est dans une situation difficile car Bayonne vient de séparer de son entraîneur Jean-Pierre Élissalde, le club lui propose de devenir entraineur des avants au sein du club bayonnais. Il accepte ce poste et met donc fin à sa carrière de joueur et devient entraineur en janvier 2012. Il a donc pour mission de sauver l'équipe de la relégation en fin de saison.

## Carrière

### En club
- US Thouars, club formateur
- 1993-1996 : Stade niortais rugby
- 1996 - 2008 : Biarritz olympique
- 2008 - 2012 : Aviron bayonnais

### Entraineur
- janvier 2012-2013: entraineur des avants de l'Aviron bayonnais

## Palmarès

### En club (joueur)
- Championnat de France de première division :
  - Vainqueur (3) : 2002, 2005 et 2006
- Challenge Yves du Manoir : 
  - Vainqueur (1) : 2000

### En équipe de France (joueur)
Il a connu son unique sélection le 2 juillet 2005 contre les Wallabies.

### Autres sélections (joueur)
- International A : 1 sélection en 2005 (Angleterre A)